# Relations entre le Japon et l'Ukraine
Les Relations entre le Japon et l'Ukraine désignent les relations internationales entre le Japon et l'Ukraine. Le Japon a reconnu l'état ukrainien le 28 décembre 1991, juste après la dislocation de l'URSS et des relations diplomatiques ont été établies le 26 janvier 1992. L'Ukraine maintient une ambassade à Tokyo,  et le Japon maintient une ambassade à Kiev.
Le Président ukrainien Leonid Koutchma a effectué une visite d'État au Japon en mars 1995 puis le Président Viktor Iouchtchenko en juillet 2005, où il a discuté entre autres du programme de nettoyage de Tchernobyl.
Début 2008, les relations entre le Japon et l'Ukraine se sont sensiblement améliorées, avec des échanges réguliers entre les deux pays initiés par des groupes tels qu'InvestUkraine, le centre ukraino-japonais et l'organisation du commerce extérieur du Japon. Le 25 mars 2009, Ioulia Tymochenko, premier ministre d'Ukraine, a effectué une visite au Japon et a rencontré Taro Aso, le premier ministre du Japon. Dans une déclaration conjointe, ils ont fait bon accueil à la coopération dans le commerce, l'investissement et les économies d'énergie, et ont discuté entre autres sur l'effet de la crise économique récente.
La balance commerciale entre l'Ukraine et le Japon est fortement en faveur de l'Ukraine, le Japon exportant des tuyaux en acier et des automobiles et important des produits alimentaires et de l'aluminium.Sous une forme différente de commerce, le 15 juillet 2008, le Japon, un signataire du protocole de Kyoto, accepte d'acheter des quotas d'emission de gaz à effet de serre d'Ukraine pour atteindre un ensemble de cible du traité de l'ONU sur le changement climatique.La transaction a été finalisée le 26 mars 2009.
Le Japon a également aidé financièrement les établissements éducatifs et culturels ukrainiens pour un montant de plus de 4,3 millions $US de 1998 à 2009. D'ailleurs, le Japon a fourni à l'Ukraine plus de 151,8 millions $US de subventions.

## Impact de la guerre en Ukraine
En mars 2023, le premier ministre japonais Fumio Kishida se rend à Kiev, alors que l'Ukraine est depuis un an en guerre contre la Russie, et q'engage à une aide financière japonaise de 5,5 milliards de dollars. Depuis le début de l’invasion russe de l'Ukraine, la population japonaise fait preuve de sympathie et de solidarité les Ukrainiens, en accueillant près de 2 000 réfugiés. Un axe expansionniste russo-chinois se dessine (la Russie envers l'Ukraine, la Chine envers Taïwan), tandis que le Japon est de longue date en conflit territorial avec ces deux pays sur les Îles Kouriles et les Îles Senkaku. Ainsi, Tokyo perçoit une interdépendance entre la dynamique de la guerre de la Russie contre l’Ukraine et la situation de sécurité en Asie de l’Est.
L'expérience du Japon dans le déminage et la reconstruction acquise au travers de son aide apportée au Cambodge après la guerre civile pourrait être très utile à l'Ukraine, devenu l'un des pays les plus détruits et minés au monde. Dans cette perspective, plusieurs grandes entreprises japonaises créent un groupe de travail consacré à ces questions, alors que le Japon est un important bailleur de fonds important pour l’Ukraine depuis des décennies.